# Wapen van Ruwiel

Wapen van Ruwiel

Het wapen van Ruwiel werd op 12 maart 1941 verleend door de Secretaris-Generaal van Algemene Zaken aan de Utrechtse gemeente Ruwiel. Op 1 april 1964 ging Ruwiel op in de gemeente Breukelen, nu onderdeel van gemeente Stichtse Vecht. Het wapen van Ruwiel is daardoor definitief komen te vervallen als gemeentewapen.

## Blazoenering
De blazoenering van het wapen luidde als volgt:
In goud een dwarsbalk van keel, van boven vergezeld van een van zilver en keel in twee rijen geschaakt St.Andrieskruis. Het schild gedekt door een gouden kroon van drie bladeren en twee paarlen.
De heraldische kleuren zijn goud (goud of geel), keel (rood) en zilver (wit). Het schild is gedekt met een gravenkroon. 

## Verklaring

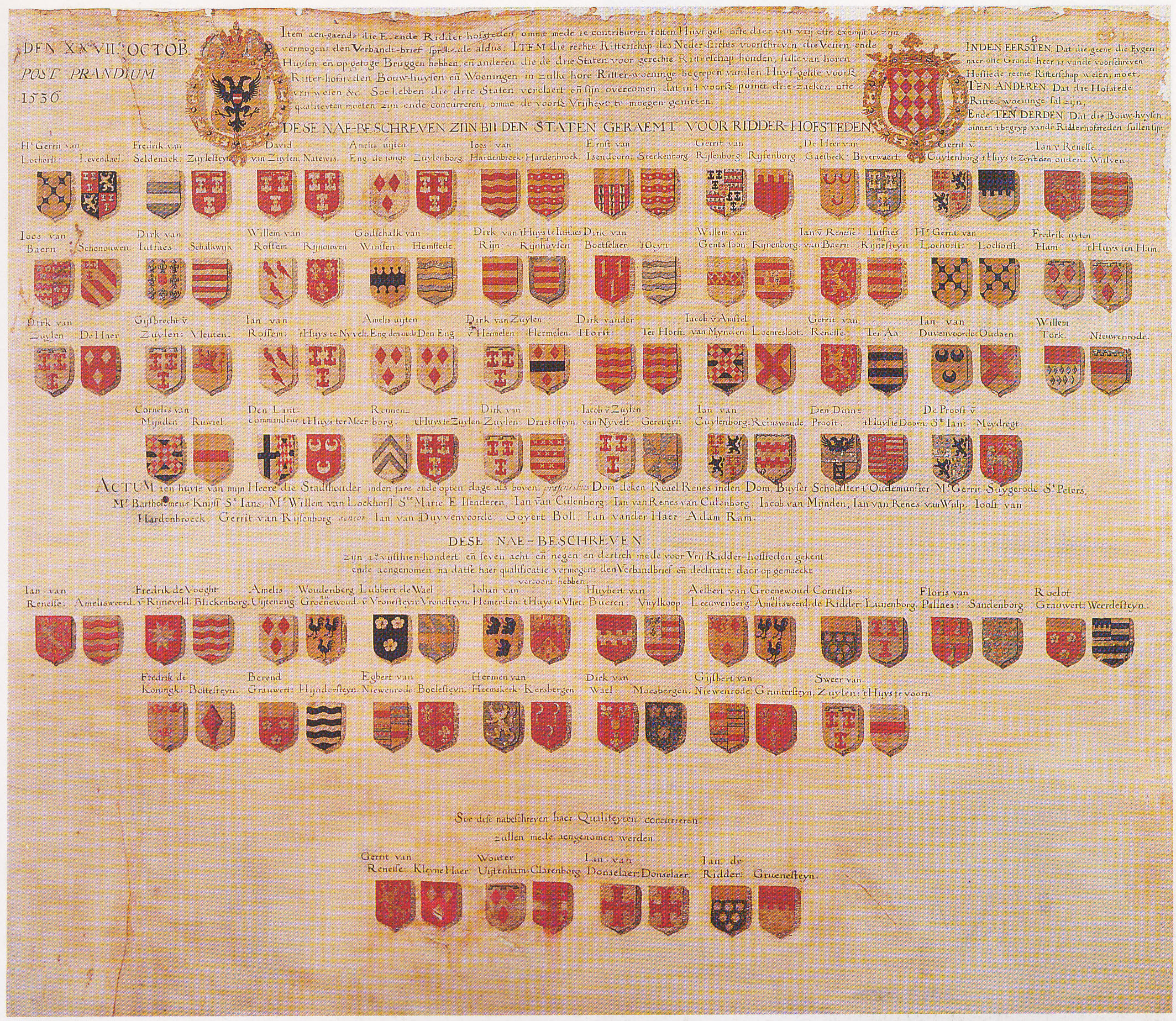
Wapenkaart die hing in het huis van de Ridderschap van Utrecht uit vermoedelijk circa 1675 met de wapens van edelen en de wapens van hun ridderhofsteden

Het wapen zou samengesteld zijn uit de familiewapens van het geslacht Van Ruwiel en Van Amstel van Mijnden. Beide families waren Heren van Ruwiel. Het geslacht Ruwiel wordt voor het eerst vermeld in 1226, wanneer Gijsbrecht I van Ruwiel als bouwer wordt genoemd van ridderhofstad Ruwiel. Tot circa 1315 werd het bewoond door familie Ruwiel waarna de familie Van Amstel van Mijnden het tot midden 16e eeuw in haar bezit heeft gehad.

## Verwant wapen

Het wapen van de ambachtsheerlijkheid Ruwiel

Abcoude
· Abcoude-Baambrugge
· Abcoude-Proostdij
· Achttienhoven
· Amerongen
· Benschop
· Breukelen
· Breukelen-Nijenrode
· Breukelen-Sint Pieters
· Bunnik
· Cothen
· Darthuizen
· De Vuursche
· Doorn
· Driebergen
· Driebergen-Rijsenburg
· Everdingen
· Haarzuilens
· Hagestein
· Harmelen
· Hoenkoop
· Hoogland
· Houten
· Indijk
· Jaarsveld
· Jutphaas
· Kamerik
· Kockengen
· Langbroek
· Leersum
· Linschoten
· Loenen
· Loenersloot
· Loosdrecht
· Maarn
· Maarssen
· Maarsseveen
· Maartensdijk
· Mijdrecht
· Nigtevecht
· Noord-Polsbroek
· Odijk
· Oudenrijn
· Polsbroek
· Rijsenburg
· Ruwiel
· Schalkwijk
· Snelrewaard
· Sterkenburg
· Stoutenburg
· Tienhoven
· Vianen 
· Vinkeveen
· Vinkeveen en Waverveen
· Vleuten
· Vleuten-De Meern
· Vreeland
· Vreeswijk
· Waarder
· Waverveen
· Werkhoven
· Westbroek
· Willeskop
· Willige Langerak
· Wilnis
· Zegveld
· Zuilen
· Zuid-Polsbroek